# Чимбулак (Талгарский район)
Чимбулак (каз. Шымбұлақ) — село в Талгарском районе Алматинской области Казахстана. Входит в состав Алатауского сельского округа. Находится примерно в 23 км к юго-западу от города Талгар. Код КАТО — 196233900.

## Население
В 1999 году население села составляло 316 человек (140 мужчин и 176 женщин). По данным переписи 2009 года, в селе проживал 481 человек (236 мужчин и 245 женщин).